# Aphonopelma serratum
Aphonopelma serratum là một loài nhện trong họ Theraphosidae.
Loài này thuộc chi Aphonopelma. Aphonopelma serratum được Eugène Simon miêu tả năm 1891.